# Pouteria reticulata
Pouteria reticulata är en tvåhjärtbladig växtart som först beskrevs av Adolf Engler, och fick sitt nu gällande namn av Pierre Joseph Eyma. Pouteria reticulata ingår i släktet Pouteria och familjen Sapotaceae.

## Underarter
Arten delas in i följande underarter:
- P. r. reticulata
- P. r. surinamensis